# Cinchonain-Ib
Cinchonain-Ib es un flavonolignano que se encuentra en la corteza de Trichilia catigua usado en la infusión de catuaba.